# El Provencio
El Provencio és un municipi de la província de Conca, a la comunitat autònoma de Castella la Manxa, situat a la zona sud de la província, a 120 km de Conca.
Té una superfície de 101,15 km² amb una població de 2 356 habitants (INE 2023) i una densitat de 24,25 hab/km².

## Situació
El Provencio es localitza al sud-oest de la província de Conca, limita amb la província de Albacete i és molt a prop de la província de Ciudad Real. Les carreteres que el travessen són la N-301 i la AP-36. S'hi troba a 104 quilòmetres de la capital conquesa. El municipi s'alça a 701 metres sobre el nivell de la mar.
Pel seu terme municipal discorre el riu Záncara, al que desemboca el riu Rus, així com del estany del Charcón, als que s'uneixen gran quantitat d'aigües subterrànies que fan del mateix un lloc de pas obligatori per a diferents ocells migratoris.
El Provencio forma part de la comarca natural de la Manxa conquès, concretament de La Manxa Baixa Conquès. L'economia local es basa en l'agricultura (all, gira-sols, blats, hortalisses i fruiters) i en la ganaderia (lana, porcina i avícola).
Com a paratge natural important, s'hi pot destacar el puig Jareño, que contrasta amb el paisatge manxec, pletòric de vinyes, enfront als immensos pins d'aquest lloc.
| Nord-oest: Las Pedroñeras | Nord: San Clemente i La Alberca de Záncara | Nord-est: San Clemente |
| Oest: Las Pedroñeras      |                                            | Est: San Clemente      |
| Sud-oest: Las Pedroñeras  | Sud: Villarrobledo                         | Sud-est: Villarrobledo |

## Història

### Prehistòria
Recents excavacions al terme d'El Provencio, han constatat la presència de gran quantitat de materials lítics i ossos del període Paleolític anterior i mig. Aquests daten entre 1 milió i 50 000 anys en tot el terme municipal. El que constata la presència d'una població nòmada de Neandertals que recorrien la alcarria conquese.

### Època musulmana i naixement de la vila
La zona d'El Provencio fou un lloc de confluència de diverses veredes que abaixaven de Conca amb un camí reial que des de Toledo i Madrid partia per a Llevant. Este lloc, encreuament de camins, tenia massa aigües subterrànies a poca profunditat, i va ésser parada forçosa de caravanes que, des d'aquí marxaven a La Roda i Chinchilla de Monte-Aragón.
Aquest poble fou fundat amb aquest nom pel Infant don Joan Manuel de Castella i de Savoia (1284 - 1348), segons ens compten les relacions topogràfiques de Felip II. És per això que l'origen del seu nom estigués relacionat amb una toponímia de la zona. Les teories al respecte la relacionaria amb les paraules llatines Provincius (província) a causa del nom d'un habitatge a les immediacions que referenciaria a l'origen dels seus amos o per la paraula Proventum (esdeveniment) a causa dels continus desbordament del Záncara que inundava els camps serien vistes per un esdeveniment pels primers moradors de la zona.
Aquest fet va suceder quan aquest eminente literat i noble era senyor d'Alarcón. A aquest bel·licós personatge, net, cosí, tio i pare de reis, només li faltava coronar-se a si mateix. Això no li feia falta, fou regent, adelantat de Múrcia, príncep, duc, i el seu poder fou igualat per la seva ambició. El seu nom infonia terror a Castella, però a més a més de ser conegut per la seva noblesa i per la seva afició a les lletres, era conegut per la seva violència i salvatges venjances. Amb els seus vassalls sempre va ser diferent, fou paternaliste i considerat, encara no dèbil, es va ocupar d'acabar la repoblació dels seus dominia emprendida pels seus pares, va treure colonos, va donar per al asentament i arribà a distribuir les seves pròpies terres entre els veïns d'alguns pobles. Els Manuel, pare i fill, foren els creadors dels estats i artífex del seu poblament i unificació progresiva. Això va dar lloc a que foren obeïts amb gust pels seus vassalls.

### Edat Mitjana
El Provencio és u de tants pobles que formaven part de La Manxa de Montearagón.